# هورست-گودل-برونیکوون
هورست-گودل-برونیکوون (آلمانی: Horst Goeldel-Bronikoven؛ زادهٔ ۷ ژوئن ۱۸۸۳ - درگذشته نامشخص)  تیرانداز اهل آلمان بود.
وی در مسابقات کشوری و بین‌المللی در مجموع برندهٔ ۱ مدال برنز شده‌است.